# Ján Štencl
Ján Štencl (5. dubna 1912 – 18. března 1997) byl slovenský a československý politik Komunistické strany Slovenska, dlouhodobý poslanec Slovenské národní rady v 60. – 80. letech a poslanec Sněmovny národů Federálního shromáždění za normalizace.

## Život
V letech 1949–1974 se uvádí jako účastník zasedání Ústředního výboru Komunistické strany Slovenska. V letech 1962–1968 byl členem ÚV KSS. Zastával i stranické posty v celostátní komunistické straně. IX. sjezd KSČ ho zvolil za náhradníka Ústředního výboru Komunistické strany Československa. Do funkce člena ÚV KSČ byl převeden rozhodnutím celostátní konference 18. prosince 1952. Ve funkci ho potvrdil X. sjezd KSČ i XI. sjezd KSČ.
Ve volbách roku 1960 se stal poslancem Slovenské národní rady. Mandát v ní získal i ve volbách roku 1964. V SNR trvale zasedal až do roku 1986, přičemž v letech 1970–1976 byl jejím místopředsedou.
V letech 1958–1960 působil jako místopředseda Sboru pověřenců a v letech 1963–1968 jako pověřenec – předseda Komise lidové kontroly. V letech 1969–1970 zastával funkci předsedy Nejvyššího kontrolního úřadu Slovenské socialistické republiky, který byl z titulu funkce zároveň členem vlády Slovenské socialistické republiky (vláda Štefana Sádovského a Petera Colotky). V roce 1958 mu byl udělen Řád práce, v roce 1962 Řád republiky.
Počátkem roku 1968 zasedl v pracovní komisi Slovenské národní rady, která měla řešit otázku státoprávního uspořádání Československa. Po provedení federalizace Československa usedl do Sněmovny národů Federálního shromáždění. Mandát nabyl až dodatečně v prosinci 1969. Do federálního parlamentu ho nominovala Slovenská národní rada. Ve FS setrval do konce funkčního období, tedy do voleb roku 1971.